# Palatinado (região)

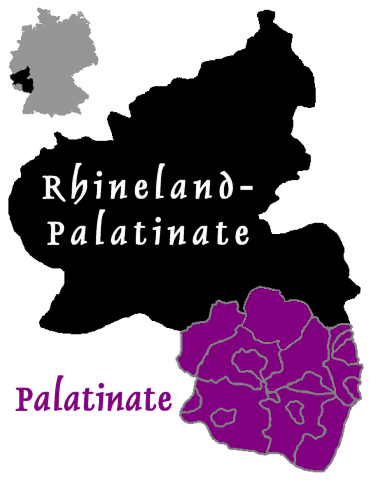
Localização da região do Palatinado no estado da Renânia-Palatinado

O Palatinado (em alemão:  Pfalz), historicamente Palatinado Renano (em latim: Palatinatum Renensis; em alemão:  Rheinpfalz), é uma região no sudoeste da Alemanha. 
A região ocupa mais que um quarto do estado (Bundesland) da Renânia-Palatinado (Rheinland-Pfalz).